# سیتیدین تری‌فسفات
سیتیدین تری فسفات (به انگلیسی: Cytidine triphosphate) با فرمول شیمیایی C9H16N3O14P3 یک ترکیب شیمیایی با شناسه پاب‌کم 82267 است. که جرم مولی آن ۴۸۳٫۱۵۶ گرم بر مول می‌باشد و برای سنتز لسیتین و سفالین لازم است.